# إسلام سراج
إسلام سراج لاعب كرة قدم سعودي.

## مسيرته الكروية
بدأ حياته الرياضية في نادي الربيع في جدة وحقق معه لقب هداف الدرجة الأولى، ثم انتقل إلى الوحدة في مكة المكرمة حيث برز بقوة وساهم في صعوده إلى الدوري الممتاز، ثم انتقل إلى الاتفاق لمدة موسمين لكنه حصل على مخالصة مالية وانتقل إلى الفيصلي بعد قضاء موسم واحد مع نادي الاتفاق. في عام 2015، وقبل انتهاء عقد سراج مع الفيصلي وقع إسلام مع الأهلي لمدة ثلاثة مواسم كلاعبٍ هاوٍ.
في نهائي كأس خادم الحرمين الشريفين 2016، مرر إسلام سراج هدف الفوز إلى زميله عمر السومة في الشوط الثاني الإضافي ليحقق الأهلي لقب ذلك الموسم.
أعاره النادي الأهلي إلى نادي الفيصلي عام 2017 وانتقل إلى نادي أحد عام 2018 ومطلع عام 2019 انتقل إلى نادي ضمك وبعدها في نادي الشعلة والنادي العربي ونادي جدة ونادي الزلفي ونادي الجبيل ونادي الحجاز.

## إنجازاته
مع النادي الأهلي السعودي
- الدوري السعودي الممتاز 2016
- كأس خادم الحرمين الشريفين 2016
- كأس السوبر السعودي 2016

## روابط خارجية
- إسلام سراج على موقع Soccerway.com (الإنجليزية)